# Liste der Biografien/Nz
Liste der Biografien |
Portal Biografien |
Personensuche
# |
A |
B |
C |
D |
E |
F |
G |
H |
I |
J |
K |
L |
M |
N |
O |
P |
Q |
R |
S |
T |
U |
V |
W |
X |
Y |
Z |
?
 
Na |
Nb |
Nc |
Nd |
Ne |
Nf |
Ng |
Nh |
Ni |
Nj |
Nk |
Nl |
Nm |
Nn |
No |
Nr |
Ns |
Nt |
Nu |
Nv |
Nw |
Nx |
Ny |
Nz
Die Liste der Biografien führt alle Personen auf, die in der deutschsprachigen Wikipedia einen Artikel haben. Dieses ist eine Teilliste mit 52 Einträgen von Personen, deren Namen mit den Buchstaben „Nz“ beginnt.

## Nz

### Nza
- Nzakamwita, Servilien (* 1943), ruandischer Geistlicher, römisch-katholischer Bischof von Byumba
- Nzala Kianza, Louis (1946–2020), kongolesischer Geistlicher und römisch-katholischer Bischof von Popokabaka
- Nzama, Cyril (* 1974), südafrikanischer Fußballspieler
- Nzama-Nawezhi, Leon (* 1973), sambischer Boxer
- Nzamani, Ditiro (* 2000), botswanischer Sprinter
- Nzambi, Ángela (* 1971), äquatorialguineische Schriftstellerin, Feministin und Menschenrechtsaktivistin
- Nzambimana, Édouard (1945–2015), burundischer Politiker
- Nzapalainga, Dieudonné (* 1967), zentralafrikanischer Ordensgeistlicher und römisch-katholischer Erzbischof von BanguiDieudonné Nzapalainga (* 1967)

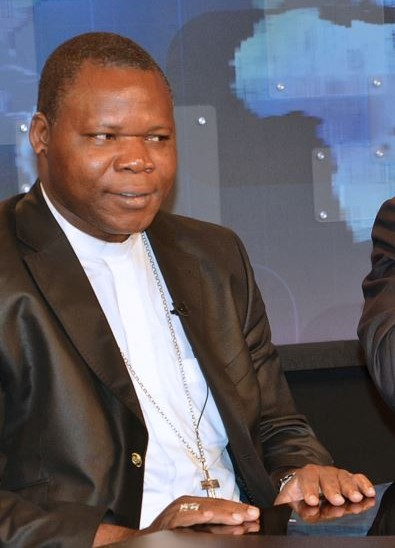
Dieudonné Nzapalainga (* 1967)

- Nzapayeké, André (* 1951), zentralafrikanischer Politiker, Premierminister der Zentralafrikanischen Republik
- Nzau, Joseph (* 1952), kenianischer Langstreckenläufer
- Nzau, Sofiya (* 2000), kenianische Sängerin und Songwriterin

### Nze
- Nze Abuy, Rafael María (1926–1991), katholischer Bischof
- Nze Minko, Estelle (* 1991), französische Handballspielerin
- Nzelo-Lembi, Hervé (* 1975), kongolesisch-belgischer Fußballspieler
- Nzeocha, Mark (* 1990), deutscher American-Football-Spieler
- Nzeogwu, Chukwuma Kaduna (1937–1967), nigerianischer Major
- Nzesso, Madias (* 1992), kamerunisch-britische Gewichtheberin
- Nzeyimana, Blaise (* 1954), ruandischer Geistlicher, römisch-katholischer Bischof von Ruyigi
- Nzeyimana, Celestin (* 1980), ruandischer Sportfunktionär und Volleyballspieler
- Nzeza, Marie Tumba, kongolesische Politikerin und Diplomatin

### Nzi
- N’Zi, Olivier (* 2000), ivorischer Fußballspieler
- Nzié, Anne-Marie († 2016), kamerunische Sängerin
- Nzigilwa, Eusebius Alfred (* 1966), tansanischer Geistlicher und römisch-katholischer Bischof von Mpanda
- N’Zigou, Shiva (* 1983), gabunischer Fußballspieler
- Nzika, Daniel (* 1971), kongolesischer Geistlicher und römisch-katholischer Bischof von Impfondo
- Nzikwinkunda, Éric (* 1997), burundischer Leichtathlet
- Nzikwinkunda, Onesphore (* 1997), burundischer Leichtathlet
- Nzima, Sam (1934–2018), südafrikanischer Fotograf
- Nzimande, Blade (* 1958), südafrikanischer Politiker
- Nzimiro, Mary (1898–1993), nigerianische Geschäftsfrau, Politikerin und Frauenrechtsaktivistin
- Nzinga von Ndongo und Matamba (1583–1663), angolanische Königin von Matamba und NdongoNzinga von Ndongo und Matamba (1583–1663)

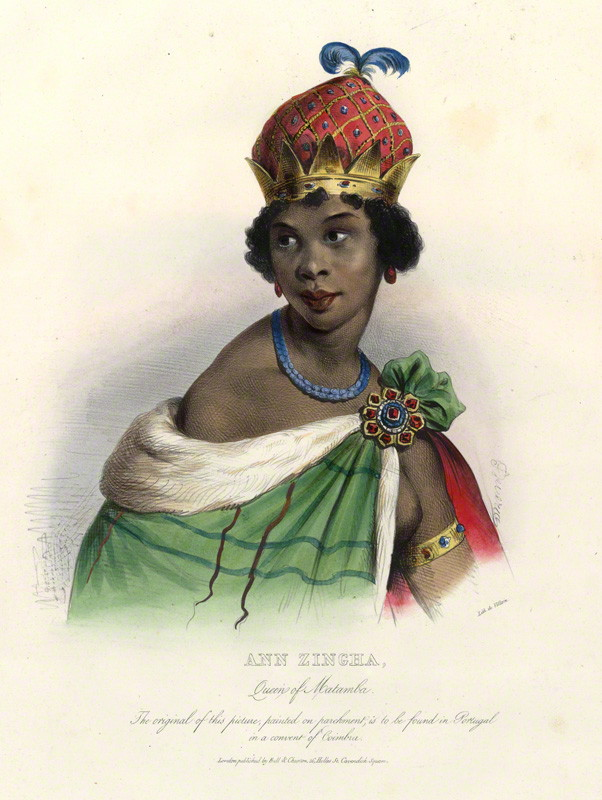
Nzinga von Ndongo und Matamba (1583–1663)

- N’zinga, Héritier, kongolesischer Fußballspieler
- Nzingoula, Rabby (* 2005), französisch-kongolesischer Fußballspieler
- Nzirorera, Joseph (1950–2010), ruandischer Politiker, mutmaßlicher Beteiligter am Genozid 1994
- N’Zita Wa Ne Malanda, Simon (1908–1991), kongolesischer Geistlicher, Bischof von Matadi
- Nziyunwira, Emery (* 1984), burundischer Schwimmer

### Nzo
- Nzo, Alfred (1925–2000), südafrikanischer Politiker
- Nzogang, Kenny (* 2008), österreichischer Fußballspieler
- N’Zogbia, Charles (* 1986), französischer Fußballspieler
- Nzola Meso, Teresa (* 1983), französische Dreispringerin angolanischer Herkunft
- Nzola, Frank Touko (* 1990), kamerunischer Fußballspieler
- Nzola, M’Bala (* 1996), angolanisch-französischer Fußballspieler
- N’Zonzi, Pascal (* 1951), kongolesischer SchauspielerPascal N’Zonzi (* 1951)

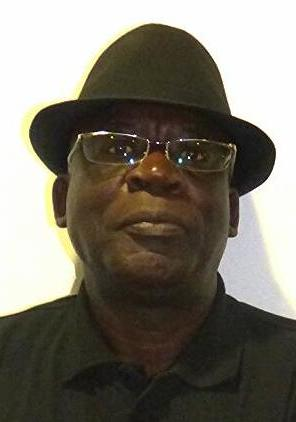
Pascal N’Zonzi (* 1951)

- Nzonzi, Steven (* 1988), französischer Fußballspieler
- Nzosa, Yannick (* 2003), kongolesischer Basketballspieler
- Nzouankeu, Anne Mireille, kamerunische Journalistin
- Nzovu, Collins, sambischer Politiker (UPND), Mitglied der Nationalversammlung und Minister

### Nzu
- Nzuji, Clémentine (* 1944), kongolesische Dichterin
- Nzuku, Michael (* 1997), kenianischer Hürdenläufer
- Nzukwein, Mark Maigida (* 1969), nigerianischer römisch-katholischer Geistlicher und Bischof von Wukari
- Nzume, Lena (* 1980), deutsche Politikerin (Bündnis 90/Die Grünen)
- Nzuzi, Olivier (* 1980), kongolesischer Fußballspieler